# سیارک ۶۴۸۹
سیارک ۶۴۸۹ (به انگلیسی: 6489 Golevka، نامگذاری:1991JX) شش هزار و چهارصد و هشتاد و نهمین سیارک کشف شده‌است که در ۱۰ مه ۱۹۹۱ کشف شد.
قدر مطلق سیارک برابر ۱۹٫۲۰ است.